# Non-exercise activity thermogenesis
Non-exercise activity thermogenesis (NEAT) kallas de aktiviteter vilka inte hör till fysisk träning. Dessa aktiviteter utgör majoriteten av den dagliga energiförbrukningen. Basalmetabolismen och matsmältningen står tillsammans för 70 procent (60 respektive 10 procent) av den genomsnittliga energiförbrukningen, medan fysisk aktivitet utgör 30 procent av denna.
Till NEAT hör all energiförbrukning som inte inkluderar att man äter, sover eller ägnar sig åt fysisk aktivitet. Hit räknas bland annat den energi som förbrukas medan man går till jobbet, skriver på tangentbordet, påtar i trädgården eller skruvar på sig av nervositet.